# グレイトレイクス航空

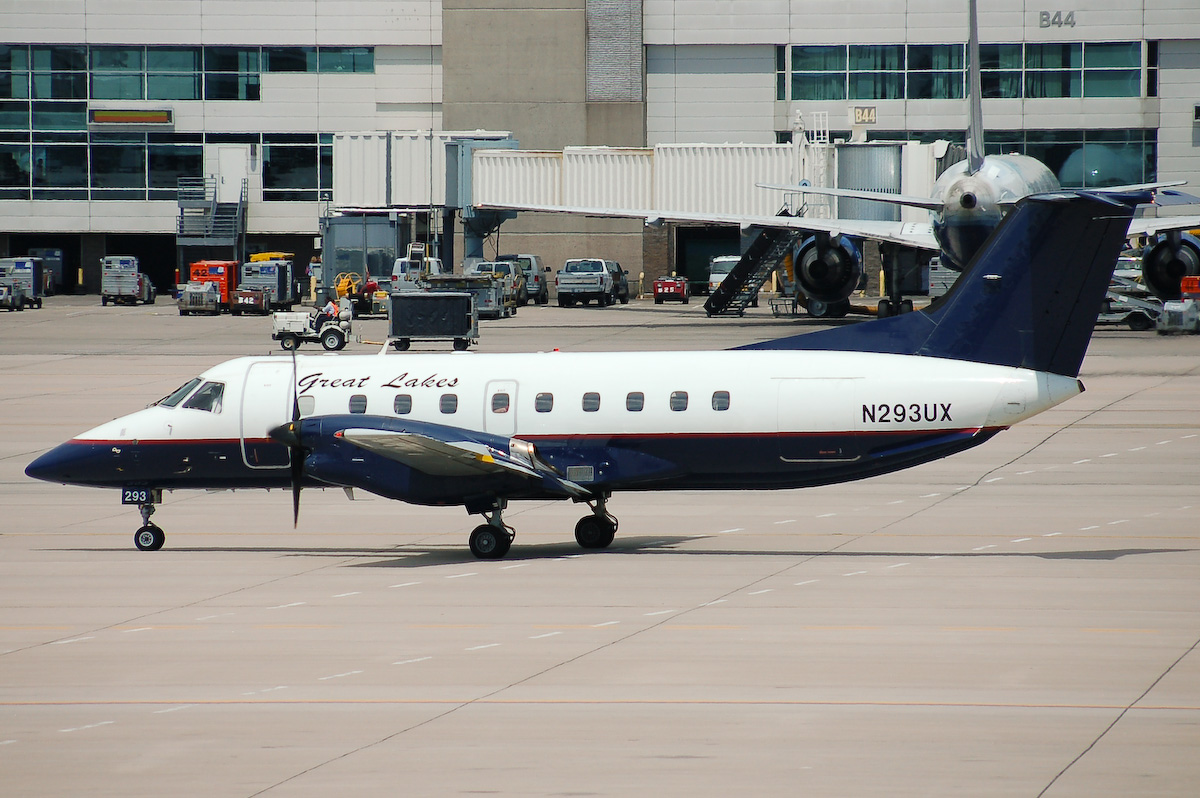
EMB-120

グレイトレイクス航空（Great Lakes Airlines）はアメリカ合衆国ワイオミング州シャイアンにかつて存在した航空会社。2018年運航停止した。
アメリカ国内で定期便を運航しているほかチャーター便も飛ばしていた。シャイアン空港とデンバー国際空港がメインハブだが、カンザスシティ国際空港、フェニックス・スカイハーバー国際空港、ランバート・セントルイス国際空港も拠点化していた。その他の焦点都市はニューメキシコ州アルバカーキとウィスコンシン州ミルウォーキー。
なおGreat Lakesとは英語でアメリカとカナダの国境にある五大湖のこと。

## 歴史
グレイトレイクス航空は1977年にDoug VossとIvan Simpsonによって設立され、1981年に最初の定期便となるアイオワ州スペンサーとデモインを結ぶ路線の運航を始めた。1988年にはアライアンス航空を買収することでミシガン湖周辺の6都市をネットワークに組み込み、翌年にはさらに路線を拡大し1992年にユナイテッド航空とコードシェア契約をむすんだ。
1994年になるとNASDAQに株式を上場することに成功した。1995年、グレイトレイクス航空は「ミッドウェイ・コネクション」というブランド名でミッドウェイ航空と共同でローリーに進出するも、1997年に運航を休止した。またユナイテッド航空の子会社であるユナイテッド・エクスプレスとも戦略上のパートナーシップ契約をしていたが、これもコードシェア契約に格下げすることで2001年には再び独立系の航空会社に戻った。
またグレイトレイクス航空が本拠地を置くワイオミング州ではグレイトレイクスに対して多大な助成を行っている。これはワイオミング州にある10の商業空港のうち6空港に就航しており州内の交通に大きく寄与しているからである。またモンタナ州でも、破綻したビッグスカイ航空に代わりアメリカ交通省が商業的な利益につながらない小都市への路線をインフラとして確保するためのプログラムであるEssential Air Serviceの認定を受けモンタナ州最大都市であるビリングスと州内7都市をむすぶサービスを2008年より始めた。

## 就航都市
アメリカ合衆国
- ミシガン州
  - アイアンウッド
  - マニスティー
- ウィスコンシン州
  - ミルウォーキー
  - ラインランダー
- イリノイ州
  - マリオン
  - ディケーター
  - クインシー
- ケンタッキー州
  - オーウェンズボロ
- テネシー州
  - ジャクソン
- アイオワ州
  - バーリントン
- ミズーリ州
  - セントルイス（準ハブ）
  - カンザスシティ（準ハブ）
  - ケープジラード
  - ジョプリン
  - フォート・レナード・ウッド
- アーカンソー州
  - エルドラド
  - ハリソン
  - ホット・スプリングス
  - ジョーンズボロ
- ノースダコタ州
  - ディキンソン
  - ウィリストン
- サウスダコタ州
  - ピア
  - ヒューロン
- ネブラスカ州
  - アライアンス
  - シャドロン
  - カーニー
  - マクック
  - ノースプラット
  - スコッツブラフ
- カンザス州
  - ドッジシティ
  - ヘイズ
  - マンハッタン
  - ガーデンシティ
  - グレートベンド
  - リベラル
  - サリーナ
- モンタナ州
  - ビリングス
  - ウルフポイント
  - グラスゴー
  - グレンダイブ
  - ハーブル
  - ルイスタウン
  - マイルズシティ
  - シドニー
- ワイオミング州
  - シャイアン（メインハブ）
  - ジレット
  - ララミー
  - リバートン
  - ロックスプリングス
  - シェリダン
  - ワーランド
- コロラド州
  - デンバー（メインハブ）
  - アラモサ
  - コルテス
  - プエブロ
  - テルアライド
- ニューメキシコ州
  - アルバカーキ
  - クローヴィス
  - シルヴァーシティ
  - ファーミントン
- テキサス州
  - ダラス
- ユタ州
  - モアブ
  - ヴァーナル
- アリゾナ州
  - フェニックス（準ハブ）
  - キングマン
  - ページ
  - プレスコット
  - ショーロー
- ネヴァダ州
  - ラスベガス
  - イーリー
- カリフォルニア州
  - マーセド
  - オンタリオ
  - ヴァイセリア

## 保有機材
- エンブラエルEMB120ER　4機
- エンブラエルEMB120RT　2機
- レイセオンビーチ1900D　30機